# Трифонов, Юрий Валентинович
Ю́рий Валенти́нович Три́фонов (28 августа 1925, Москва — 28 марта 1981, там же) — русский советский писатель, поэт, редактор, мастер «городской» прозы, одна из главных фигур литературного процесса 1960—1970-х годов в СССР.
Помимо художественной прозы Трифонов известен также как мастер спортивного репортажа и очерка. Активно сотрудничал с центральными спортивными изданиями — газетой «Советский спорт» и журналом «Физкультура и спорт», в которых часто публиковались его спортивные материалы; издательством «Физкультура и спорт» было выпущено несколько сборников его спортивных очерков.

## Семья
Отец — революционер, председатель Военной коллегии Верховного суда СССР Валентин Андреевич Трифонов; был осуждён 15 марта 1938 года и расстрелян. Мать — зоотехник, затем инженер-экономист и детская писательница Евгения Абрамовна Лурье (1904, Ревель — 1975, Москва), публиковалась под литературным псевдонимом «Е. Таюрина».
В 1937—1938 годах родители Юрия Трифонова были репрессированы. Мать 16 мая 1938 года была приговорена к 8 годам лагерей как член семьи изменника Родины; отбывала срок в Акмолинском лагере для ЧСИР, затем в Карлаге; освобождена 14 мая 1945 года. Вместе с сестрой Тингой (в замужестве Татьяной Трифоновой) воспитывался бабушкой, Татьяной Александровной Словатинской (в девичестве Тауба Давидовна Кроль, 1874—1957), уроженкой Вильны из могилёвской мещанской семьи, в молодости — профессиональной революционеркой, участницей Гражданской войны. В годы Великой Отечественной войны вместе с бабушкой и сестрой жил в эвакуации в Ташкенте. Дед — меньшевик-подпольщик Абрам Павлович (Хацкелевич) Лурье (Лурья, 1869—1924), выпускник пинского реального училища и Харьковского технологического института; его брат — Арон Лурия, публицист, один из организаторов социал-демократического «Рабочего знамени»; двоюродный брат — советский политический деятель Арон Сольц.
Дядя писателя по отцу — Евгений Трифонов (псевдоним — Е. Бражнов; 1885—1937), революционер-большевик, военный деятель, прозаик и поэт; его сын (двоюродный брат Юрия Трифонова) — писатель-невозвращенец Михаил Дёмин (настоящее имя — Георгий Евгеньевич Трифонов; 1926—1984), автор нескольких поэтических сборников и автобиографической прозы.

## Биография. Творчество
Ещё в школе заинтересовался литературой, был редактором классных газет, сочинял стихи и рассказы. В 1942—1945 годах работал на московском авиационном заводе № 124 сначала чернорабочим, трубоволочильщиком, потом слесарем и диспетчером цеха. Там же вступил в ВЛКСМ. Весной-осенью 1945 года редактировал заводскую газету.
В 1944 поступил на заочное отделение Литературного института имени А. М. Горького. Подал заявление на отделение поэзии (в архиве Трифонова сохранилось более 100 не публиковавшихся стихотворений), но был принят на отделение прозы. В 1945 перевёлся на очное отделение, которое окончил в 1949 году. Все годы учёбы посещал семинары заметившего его К. А. Федина, печатал рассказы в газете «Московский комсомолец». В 1948 году были напечатаны два рассказа молодого писателя — «Знакомые места» (в журнале «Молодой колхозник») и «В степи» (в альманахе «Молодая гвардия», № 2). Дипломная работа Юрия Трифонова — написанная в манере традиционного соцреализма повесть «Студенты» (1950), опубликованная в ведущем литературном журнале СССР «Новый мир», удостоенная Сталинской премии третьей степени и сразу принёсшая автору широкую известность — была посвящена молодому послевоенному поколению. Она была издана на английском, французском, немецком, испанском, японском и польском языках. Тем не менее буквально через полгода после успеха дебюта Трифонов был едва не отчислен из института (точнее, едва не исключён из комсомола, поскольку институт к тому времени он уже окончил; в результате он отделался лишь выговором — Ю. В. Трифонов, «Записки соседа», 1972) за то, что не указал в анкете факт ареста отца. В дальнейшем сам автор отзывался о своей первой книге холодно, хотя и не отказывался от неё.
После успеха дебютной книги Трифонов начал было собирать материалы для её продолжения, однако радушный приём, который поначалу ему оказал в своём журнале Александр Твардовский, сменился холодностью: Твардовский посоветовал Трифонову заняться написанием рассказов. Вторая половина 1950-х — начало 1960-х годов стали смутным временем в творческой биографии писателя. В 1959 году вышел цикл рассказов и очерков «Под солнцем», а в 1963 году, после поездки в Туркмению, Трифонов опубликовал четырежды переделанный по требованию редакции роман «Утоление жажды», который, несмотря на то, что был выдвинут на Ленинскую премию, большим достижением писателя не стал. Тогда же Трифонов опубликовал многочисленные рассказы на спортивные темы; в 1966—1969 годах — рассказы «Вера и Зойка», «В грибную осень» и другие, повесть «Отблеск костра». В «Отблеске костра» Трифонов впервые затронул тему, затем ставшую одной из главных в его творчестве: осмысления революции и её последствий для страны и народа, хотя магистральным мотивом книги стало оправдание реабилитированного отца писателя.
В 1969 году выходит повесть «Обмен», затем «Предварительные итоги», «Долгое прощание», «Другая жизнь», «Дом на набережной» (1970—1976). Неофициально они были объединены в цикл «Московские повести». Действие «Обмена» и «Предварительных итогов» происходит в конце 1960-х годов, «Долгого прощания» — в начале 1950-х годов, в «Другой жизни» и «Доме на набережной» оно протянуто из 1930-х в 1970-е годы. Повести фактически представили читателю нового Трифонова: мудрого, грустного, зорко видящего в обыденности и мелочах быта подлинные человеческие драмы, умеющего тонко передать дух и веяния времени.

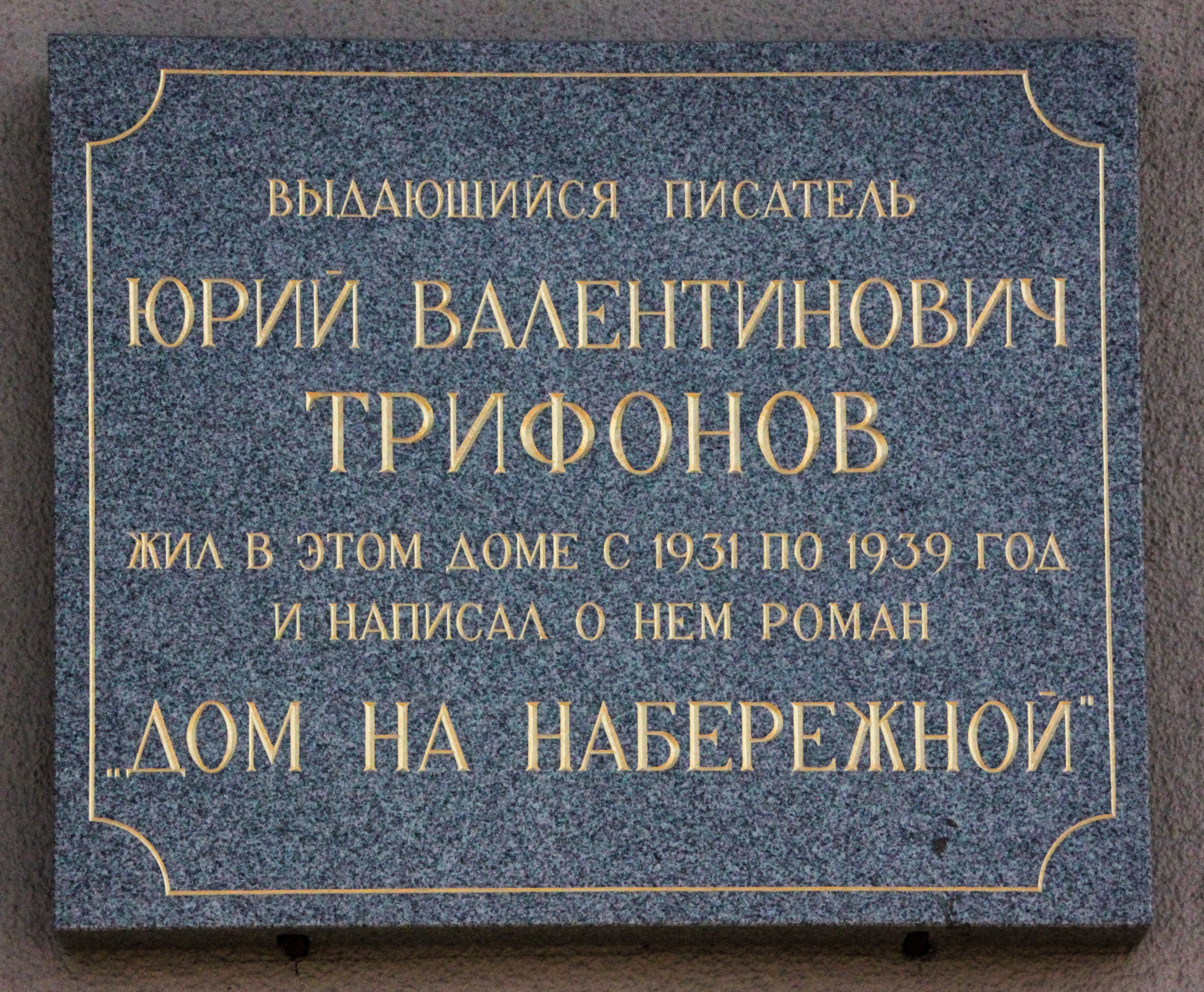
Мемориальная табличка на стене дома на набережной

Но самую большую славу писателю принес именно «Дом на набережной» — повесть описывала быт и нравы жителей правительственного дома 1930-х годов, многие из которых, вселившись в комфортабельные квартиры (в то время почти все москвичи жили в коммуналках без удобств, часто даже без канализации, пользовались деревянным туалетом во дворе), прямо оттуда попадали в сталинские лагеря и были расстреляны. Семья писателя тоже проживала в этом же доме. Но в точных датах проживания есть разночтения. «В 1932 семья переехала в знаменитый Дом Правительства, который через сорок с лишним лет стал известен всему миру как „Дом на набережной“ (по названию повести Трифонова)». В дневниковых записях Юрий Трифонов неоднократно упоминает своего друга детства Лёву Федотова, жившего также в этом знаменитом доме.
В 2003 году на доме была установлена мемориальная доска: «Выдающийся писатель Юрий Валентинович Трифонов жил в этом доме с 1931 по 1939 год и написал о нём роман „Дом на набережной“».
Проза Трифонова зачастую автобиографична. Главная её тема — судьба интеллигенции в годы правления Сталина, осмысление последствий этих лет для нравственности нации. Повести Трифонова, почти ничего не говоря напрямую, открытым текстом, тем не менее с редкой точностью и мастерством отразили мир советского горожанина конца 1960-х — середины 1970-х годов.
Книги писателя, издававшиеся небольшими по меркам 1970-х годов тиражами (30—50 тысяч экземпляров), пользовались ажиотажным спросом, на журналы с публикациями его повестей читатели записывались в очередь в библиотеках. Многие книги Трифонова фотокопировались и распространялись в самиздате. Практически каждое произведение Трифонова подвергалось пристальной цензуре и с трудом разрешалось к публикации.
С другой стороны, Трифонов, считаясь крайне левым флангом советской литературы, внешне оставался вполне преуспевающим официально признанным литератором. В своём творчестве он никоим образом не покушался на устои советской власти. Так что относить Трифонова к диссидентам было бы ошибкой.

Манера письма Трифонова — неторопливая, рефлектирующая, он часто пользуется ретроспективой и сменой перспективы; основной упор писатель делает на человеке с его недостатками и сомнениями, отказываясь от какой бы то ни было чётко выраженной общественно-политической оценки.
— В. Казак «Лексикон русской литературы XX века»
В 1973 году вышел роман о народовольцах «Нетерпение», в 1978 году — роман «Старик». Их можно объединить в условную трилогию, начало которой положил «Отблеск костра». «Старик», герой которого, старый участник Гражданской войны, заново переосмысливает молодость и подводит итоги жизни, стал одним из наиболее значительных художественных произведений советской литературы о первых послереволюционных годах. Как всегда у Трифонова, история в «Старике» тысячами незримых нитей связана с современностью, повествование незаметно и свободно «соскальзывает» в разные временные пласты.
В 1981 году Трифонов закончил сложный, многоплановый роман «Время и место», структура которого была подробно проработана писателем ещё в 1974 году. Эта книга, одна из наиболее автобиографичных у прозаика, получила прохладные оценки критики тех лет: автора обвиняли в «недостаточной художественности», повторении пройденного. В то же время «Время и место» по праву может быть назван итоговым романом Трифонова, подводящим итоги его творчества, прощанием с юностью, трезвым взглядом в лицо собственным иллюзиям и надеждам, жёстким, порой даже жестоким самоанализом. Действие романа происходит на протяжении четырёх десятилетий — 1930-е, 1940-е, 1950-е и 1970-е годы.
В 1987 году был посмертно издан роман «Исчезновение».

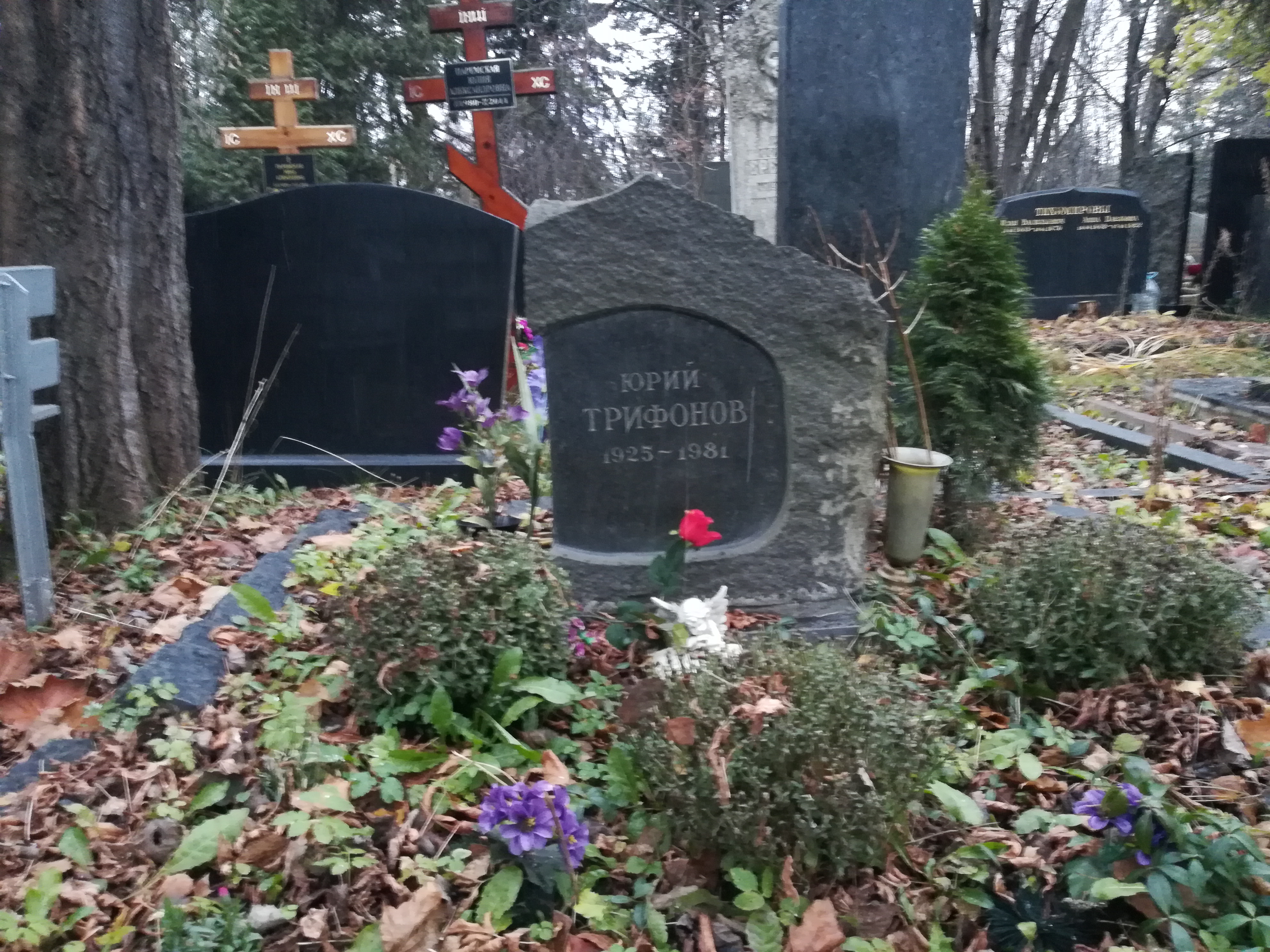
Могила на Кунцевском кладбище

Юрий Трифонов умер 28 марта 1981 года от тромбоэмболии лёгочной артерии. Похоронен в Москве на Кунцевском кладбище.
Ко времени выхода из-под его пера в 1970-е годы главных работ связывают и появление «трифоновской школы». Он опекал литературную молодёжь, в частности, его влияние на себя подчёркивал Александр Проханов.

## Личная жизнь
- Первая жена (1951—1966) — оперная певица (колоратурное сопрано), солистка Большого театра Нина Нелина (настоящее имя — Нинель Алексеевна Нюренберг; 1923—1966), дочь художника Амшея Нюренберга (1887—1979).
  - В 1951 году у Юрия Трифонова и Нины Нелиной родилась дочь Ольга — в замужестве Ольга Юрьевна Тангян, кандидат филологических наук, ныне живущая в Дюссельдорфе.
- Вторая жена (с 1968 года) — редактор серии «Пламенные революционеры» Издательства политической литературы ЦК КПСС Алла Пастухова.
- Третья жена (с 1975 года, фактический брак) — прозаик Ольга Романовна Мирошниченко (род. 1938), член СП СССР[17]; в 1980-е годы взяла фамилию Трифонова[18].
  - Сын — Валентин Юрьевич Трифонов (род. 1979).

В Москве, помимо «Дома на набережной», жил также на Н. Песчаной улице, корпус 48, кв. 88, на Ломоносовском проспекте, дом № 15; c 1961 года и до конца жизни - в доме № 8 на 2-й Песчаной улице (улица Георгиу-Дежа в 1965-1990 годах).